# Angelo Narducci
Angelo Narducci (ur. 17 sierpnia 1930 w L’Aquili, zm. 10 maja 1984 w Mediolanie) – włoski dziennikarz i polityk, redaktor naczelny dziennika „Avvenire”, poseł do Parlamentu Europejskiego I kadencji.

## Życiorys
Syn policjanta Adolfo i Carmeli Mauro. Absolwent politologii na Uniwersytecie Rzymskim „La Sapienza”. Od 1949 aktywny jako dziennikarz, początkowo korespondent. Od lat 50. publikował m.in. w „Prospettive Meridinali”, „Il Popolo” oraz „La Gazzetta del Popolo” (jako zastępca redaktora naczelnego), a także w czasopismach powiązanych z chadekami. W latach 1969–1980 był redaktorem naczelnym katolickiego dziennika „Avvenire”. Publikował także poezję, stworzył ponad 80 wierszy.
Od 1949 członek Chrześcijańskiej Demokracji. W 1979 wybrano go posłem do Parlamentu Europejskiego, przystąpił do Europejskiej Partii Ludowej. Zmarł krótko przed końcem kadencji.
Jego imieniem nazwano dwie nagrody: jedną za działania w dziedzinie komunikacji i kultury, drugą literacką. Poświęcono mu także jedną książkę biograficzną.